# Tabasko
Tabasko – polska grupa muzyczna wykonująca hip-hop. Powstała w 2002 roku w Łodzi. Pierwszy skład utworzyli: Piotr „DJ Haem” Jończyk, Jakub „Kochan” Kochanowski oraz Adam „O.S.T.R.” Ostrowski. W 2011 roku skład uzupełnił beatboxer Marcin „Zorak” Szymański.
Debiutancki album studyjny projektu zatytułowany Ostatnia szansa tego rapu ukazał się 3 kwietnia 2012 roku nakładem wytwórni muzycznej Asfalt Records w dystrybucji EMI Music Poland. Nagrania zostały zarejestrowane pomiędzy wrześniem 2011 a lutym 2012 roku. W trakcie nagrań zespół współpracował z holenderskim duetem producentów muzycznych Killing Skills. Wydawnictwo poprzedził wydany 29 lutego, także 2012 roku singel w formie digital download pt. „Wychowani w Polsce”. Do utworu został zrealizowany także teledysk.

## Dyskografia
Albumy
| Tytuł                     | Dane dot. albumu                                                      | Pozycja na liście | Sprzedaż        | Certyfikat         |
| Tytuł                     | Dane dot. albumu                                                      | POL               | Sprzedaż        | Certyfikat         |
| ------------------------- | --------------------------------------------------------------------- | ----------------- | --------------- | ------------------ |
| Ostatnia szansa tego rapu | - Data: 3 kwietnia 2012 - Wydawca: Asfalt Records - Tłoczenie: WMfono | 1                 | - POL: 15 tys.+ | - POL: złota płyta |

Single
| Tytuł                                    | Rok  | Album                     |
| ---------------------------------------- | ---- | ------------------------- |
| Wychowani w Polsce (7" LP)               | 2012 | Ostatnia szansa tego rapu |
| Wychowani w Polsce (Remixy) (CD)         | 2012 | Ostatnia szansa tego rapu |
| Otwieramy myśli (MacTwist Remix) (7" LP) | 2012 | Ostatnia szansa tego rapu |
| Wychowani w Polsce                       | 2012 | Ostatnia szansa tego rapu |
| Otwieramy myśli                          | 2012 | Ostatnia szansa tego rapu |

## Teledyski

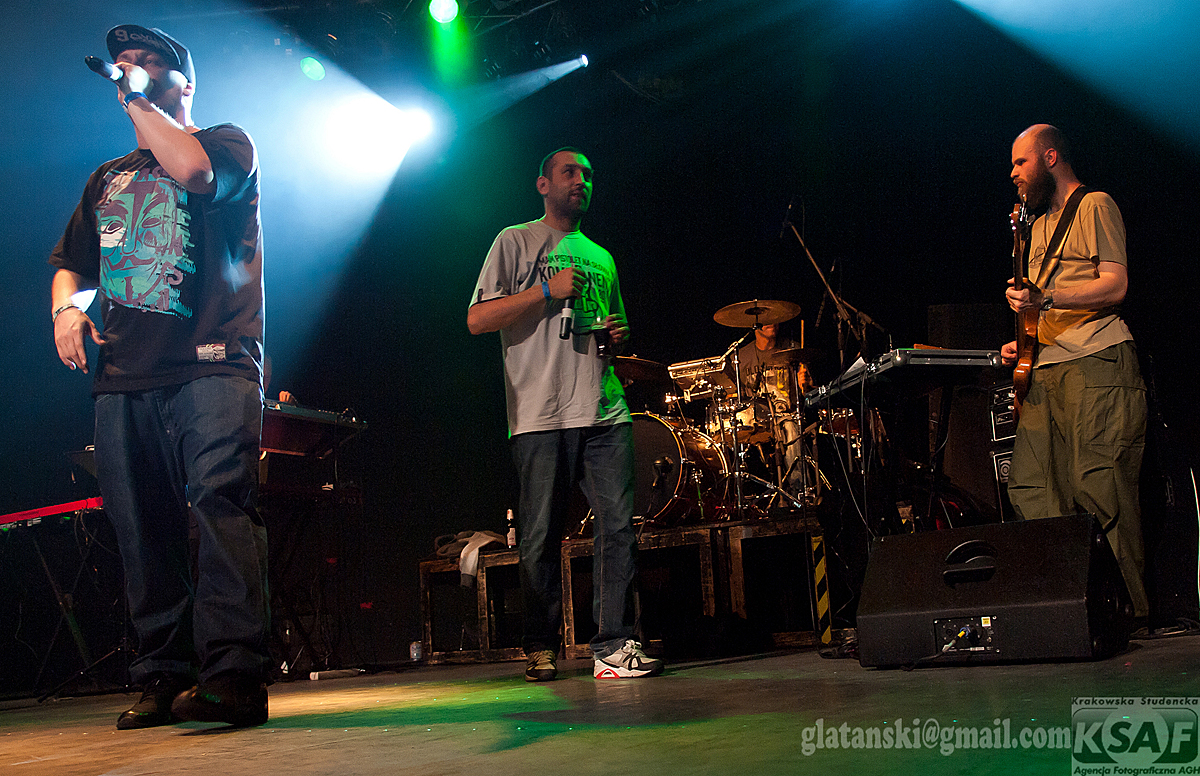
Tabasko, 2013

| Utwór                | Rok  | Reżyseria             | Album                     | Źródło |
| -------------------- | ---- | --------------------- | ------------------------- | ------ |
| „Wychowani w Polsce” | 2012 | MadMosquito Art Group | Ostatnia szansa tego rapu | [ 10 ] |
| „Zachłanność”        | 2012 | Damian Michalak       | Ostatnia szansa tego rapu | [ 11 ] |
| „Dzieci kwiaty”      | 2012 | Kapewu?               | Ostatnia szansa tego rapu | [ 12 ] |